# Kémékafo
Kémé-Kafo ou Kémékafo est une commune rurale du Mali de l'arrondissement de Senou, dans le cercle de Dioïla et la région de Dioïla. Elle a pour chef-lieu la localité de Senou.

## Villages
La commune s'étend sur 32 villages relevés lors du recensement général de 2009. 
Les villages les plus peuplés sont :
- Tiengola (2 449 habitants) ;
- N'Djibala (2 108 habitants) ;
- Farakan Dougoutiguila (1 759 habitants).

Le village chef-lieu Senou compte 638 habitants en 2009.